# Portillo (stazione sciistica)

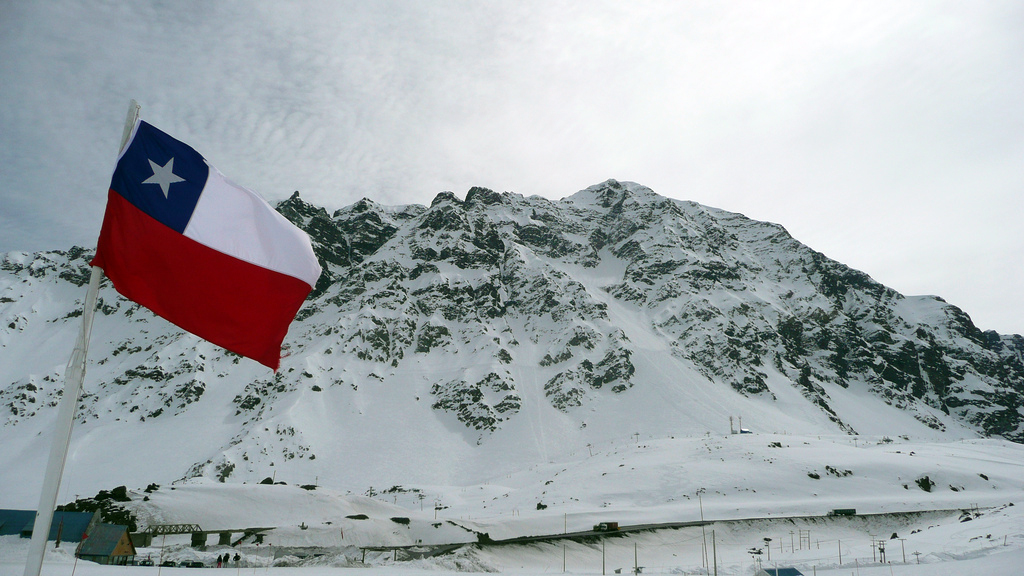
Le piste sciistiche di Portillo

Portillo è una stazione sciistica cilena, nel comune di Las Condes (regione di Valparaíso); sorge sulle Ande a 2 590-3 330 m s.l.m. Dispone di 17 di piste sciistiche per lo sci alpino (15 km), servite da 13 impianti di risalita e da impianti di innevamento artificiale. Ha ospitato i Campionati mondiali di sci alpino 1966, gli unici a essere stati disputati nell'emisfero australe.